# Sajathütte
Die Sajathütte ist eine 2001 neu errichtete private Berghütte in der Venedigergruppe. Sie liegt auf einer Höhe von 2575 m ü. A. südlich des Großvenedigers oberhalb der Gemeinde Prägraten in Osttirol in Österreich.

## Geschichte

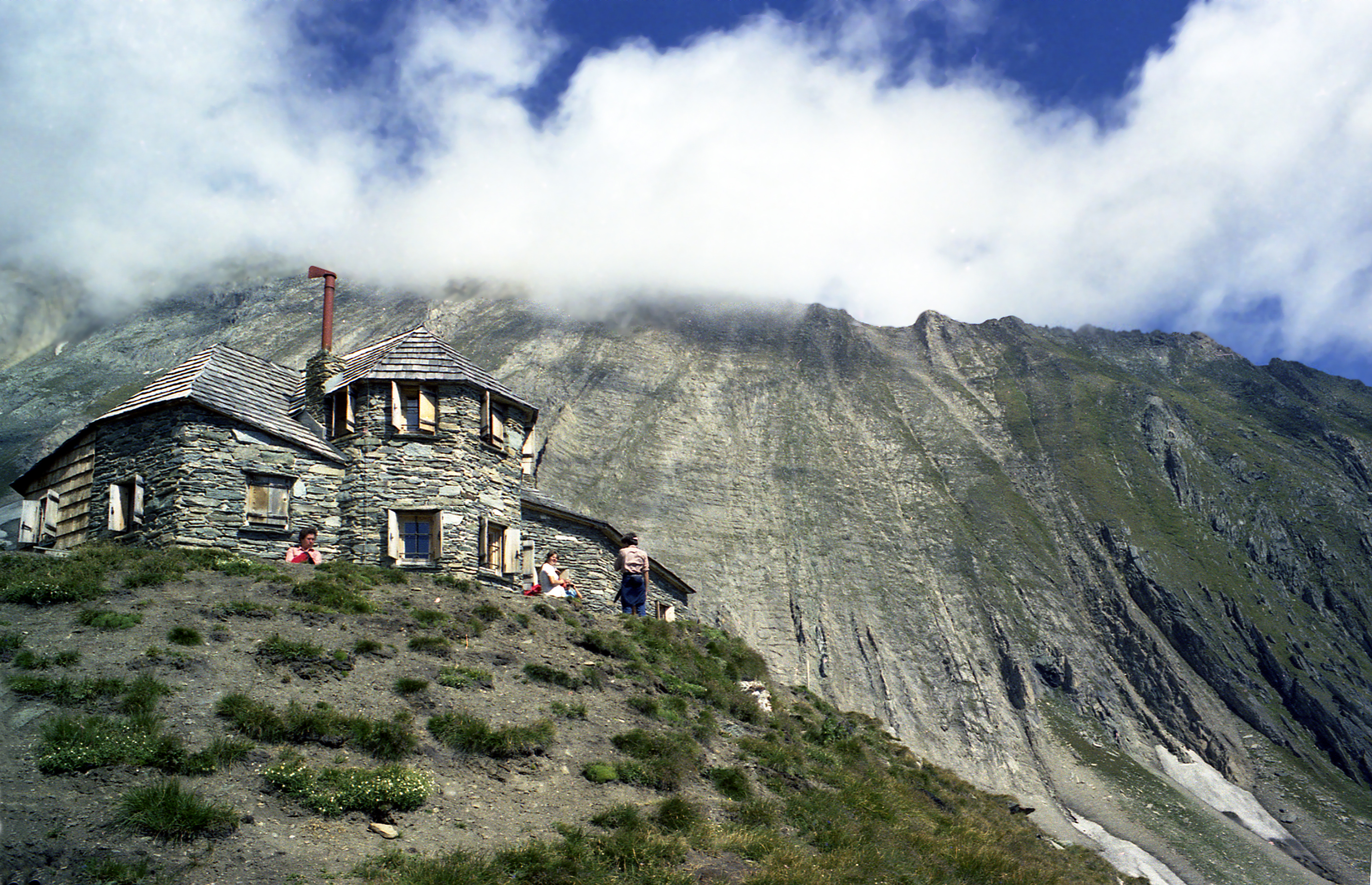
Alte Sajathütte (1980)

Die Sajathütte ist im Laufe des Jahres 2001 von Stefan Kratzer neu erbaut worden, nachdem eine Lawine die von seinem Vater Friedl Kratzer im Jahre 1974 errichtete und mehrfach erweiterte alte Sajathütte in der Nacht zum 21. April 2001 völlig zerstört hatte.
Die neue Hütte wird auch als „Schloss in den Bergen“ bezeichnet, da sie recht komfortabel ausgestattet ist. Die vielfach angegebene Höhe von 2600 Hm ist etwas übertrieben.

## Aufstieg
- Von Bichl über den Blumenweg in ca. 3 Stunden,
- von Hinterbichl in ca. 3¼ Stunden.

## Touren von der Sajathütte
- Rote Säule oder Rote Saile, 2820 m (über Normalweg oder Klettersteig)
- Saukopf, 2822 m
- Vorderer Sajatkopf oder Sajatkogel, 2913 m
- Schernerskopf oder Schernerskogel, 3043 m
- Hinterer Sajatkopf oder Sajatkogel, 3098 m
- Kreuzspitze, 3164 m

## Übergang zu anderen Hütten
- Zur Johannishütte in ca. 2½ Stunden.
- Zur Defreggerhaus in ca. 3½ Stunden.
- Zur Eisseehütte in 4 Stunden; eine Wegvariante führt über die Kreuzspitze, 3164 m.
- Zur Nilljochhütte in ca. 4 Stunden.
- Bonn-Matreier Hütte in ca. 5 Stunden.

## Bilder

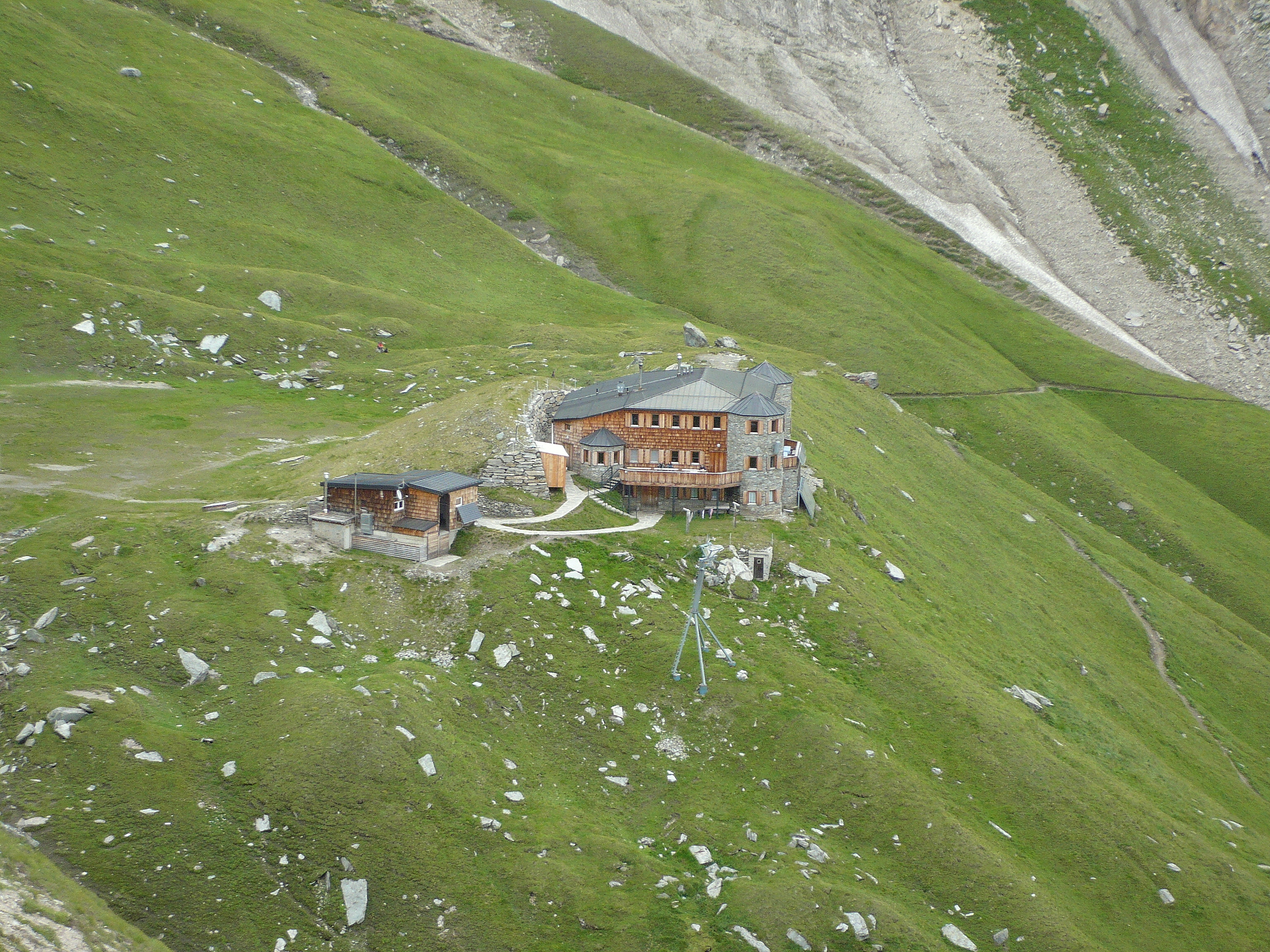
Sajathütte vom Anstieg zur Roten Säule gesehen
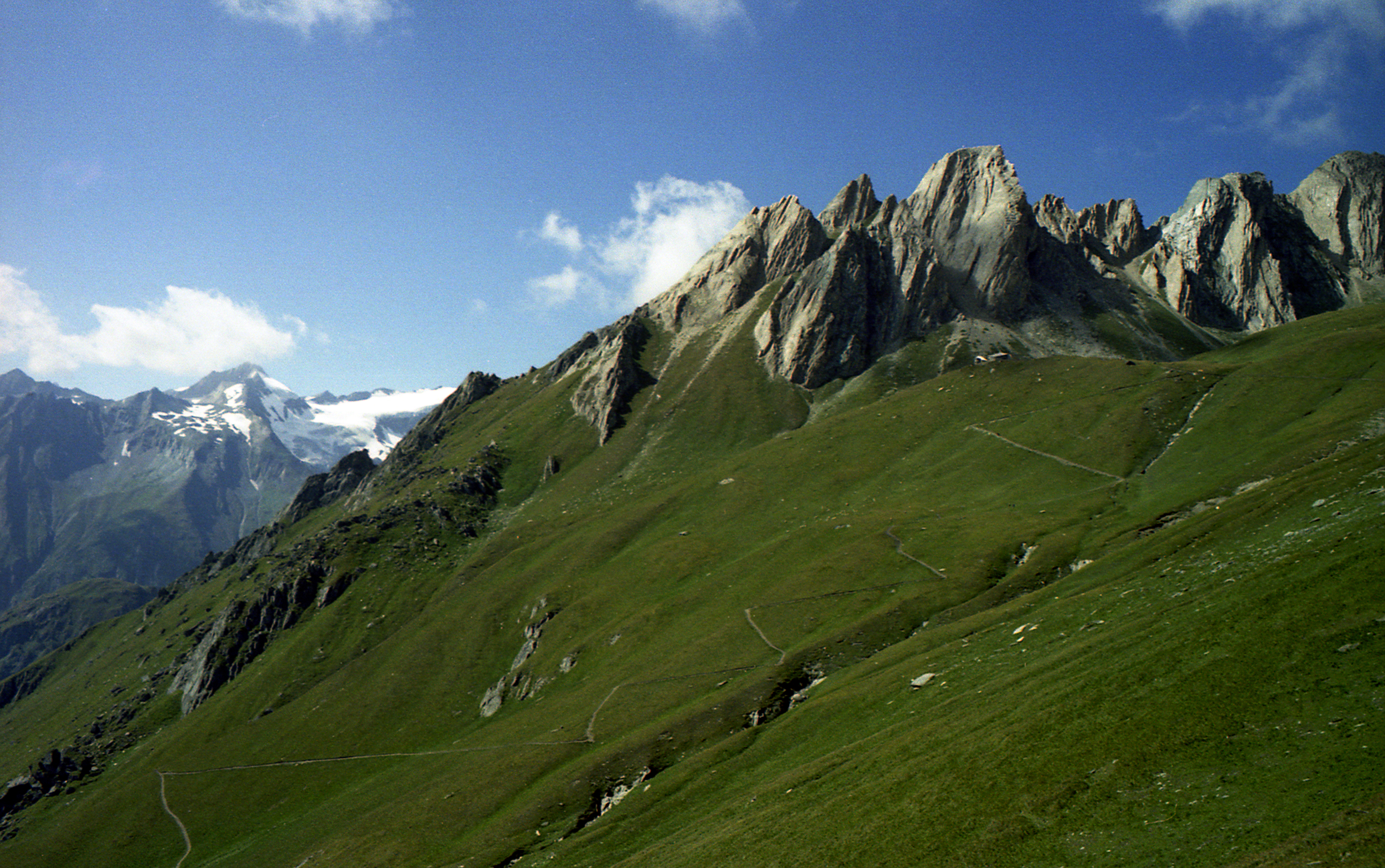
Blick über den Sajatmähder zur Roten Säule. Links im Hintergrund: Südliches Malhamkees, vertikal begrenzt von Quirl und Quirlwand.
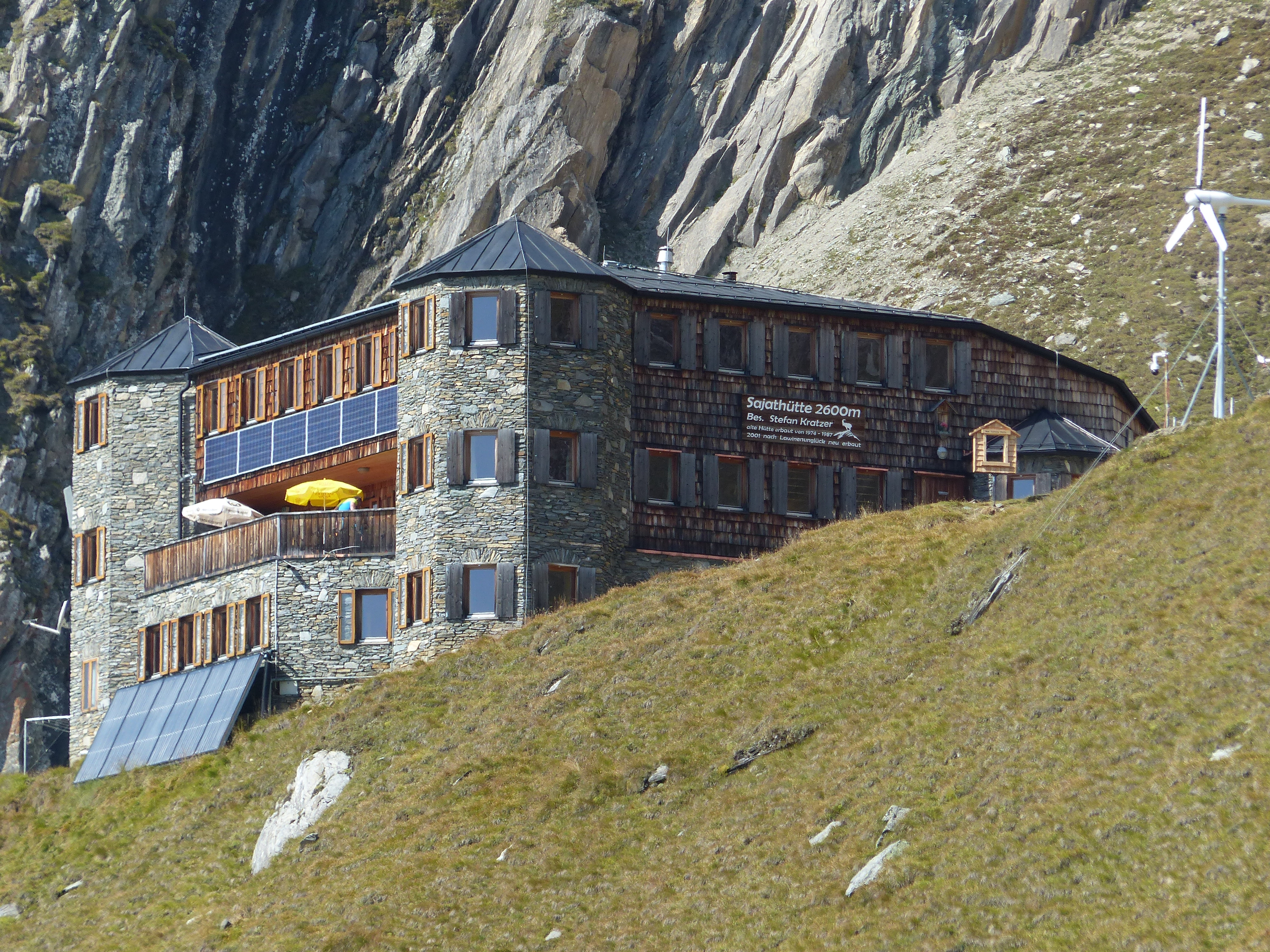
Sajathütte

## Nachweis
1. 1 2  Lage & Höhe der Sajathütte auf ÖK 50.